# Podestà (fascismo)
Il podestà fu, in Italia durante l'epoca fascista, l'organo monocratico a capo del governo di un comune.

## Storia
In Italia, durante l'epoca fascista, dal 1926 al 1945, a seguito della promulgazione di due delle cosiddette leggi fascistissime, ovvero della legge 4 febbraio 1926, n. 237 ("Istituzione del Podestà e della Consulta municipale nei comuni con popolazione non eccedente i 5 000 abitanti") e del regio decreto 3 settembre 1926, n. 1910 ("Estensione dell'ordinamento podestarile a tutti i comuni del regno"), gli organi elettivi dei comuni, ovvero il sindaco, la giunta comunale ed il consiglio comunale, vennero soppressi, e tutte le loro funzioni furono trasferite ad un singolo soggetto, il podestà, che era nominato direttamente dal governo tramite regio decreto. Il podestà fascista rimaneva in carica cinque anni, con possibilità di rimozione da parte del prefetto in qualsiasi momento e di riconferma oltre i cinque anni canonici.
Dopo la fine della guerra di liberazione italiana (1945), sulla scorta del decreto legislativo luogotenenziale 4 aprile 1944, n. 111 ("Norme transitorie per l'amministrazione dei comuni e delle provincie"), fu ripristinata la carica di sindaco, affidandone provvisoriamente la nomina al Comitato di Liberazione Nazionale (CLN). In seguito, grazie al decreto legislativo luogotenenziale 7 gennaio 1946, n. 1 ("Ricostituzione delle Amministrazioni comunali su base elettiva"), vennero nuovamente introdotti la giunta ed il consiglio comunale, con i rispettivi ruoli, e sia il sindaco che la giunta tornarono ad essere scelti dal consiglio comunale, a sua volta eletto dai cittadini. Tale ordinamento è rimasto in vigore fino al 1993, anno in cui è stata introdotta l'elezione diretta sia del sindaco che del consiglio comunale da parte della cittadinanza e la nomina della giunta da parte del sindaco.

## Caratteristiche
Nei comuni con popolazione superiore a 5 000 abitanti il podestà poteva essere affiancato da uno o due vice-podestà (a seconda che la popolazione fosse inferiore o superiore a 100 000 abitanti), nominati dal Ministero dell'interno. Il podestà era inoltre assistito da una consulta municipale, con funzioni consultive, composta da almeno sei consultóri, nominati dal prefetto o, nelle grandi città, dal Ministro dell'interno. Un ordinamento speciale fu invece previsto per la città di Roma, alla cui amministrazione venne preposto non un podestà, bensì il "governatore di Roma".